# Lisaura
Lisaura – wieś w Rumunii, w okręgu Suczawa, w gminie Ipotești. W 2011 roku liczyła 879 mieszkańców. 